# Ту-82
Ту-82 — экспериментальный фронтовой бомбардировщик со стреловидным крылом, разработанный в ОКБ Туполева в конце 1940-х годов.

## История создания
В феврале 1948 года ОКБ Туполева по собственной инициативе начал разработку фронтового бомбардировщика. Он имел стреловидное крыло, два ТРД типа РД-45Ф или ВК-1 и должен был летать с околозвуковой скоростью (0,9-0,95 Мах). Самолёт получил обозначение Ту-82.
Первоначально предполагалось, что проект будет глубокой модернизацией Ту-73. От прототипа проект отличался стреловидным крылом и оперением, экипаж уменьшался с четырёх человек до трёх, вместо верхней и нижней пушечных установок устанавливалась одна кормовая. Эти изменения привели к значительному снижению массы по сравнению с оригиналом. Такая же оптимизация проекта была проведена по базовому проекту. Так появился торпедоносец Ту-14Т для военно-морского флота.
В марте 1948 года был представлен первоначальный эскизный проект, который получил официальную поддержку, что было оформлено постановлением Совета Министров в июне 1948 года. Проект стал базовым для создания околозвукового фронтового бомбардировщика. Была запланирована постройка двух опытных самолётов.
В июне 1948 года был представлен доработанный эскизный проект, который отличался элементами конструкции планера, составом вооружения, оборудованием. В следующем месяце началась постройка самолёта с двигателями РД-45Ф и четырьмя парами аэродинамических гребней. Стреловидность крыла по передней кромке составляла 35 градусов.
В марте 1949 года был совершён первый полёт. Испытания продолжались до июня 1949 года. Самолёт оказался устойчивым и доступным для пилотирования лётчиками средней квалификации. Была достигнута максимальная скорость 931 км/ч на высоте 4000 м.
Летом 1949 года, во время подготовки к авиапараду в Тушино, в котором должен был участвовать Ту-82, пролетая на Москвой-рекой самолёт попал в зону восходящих потоков. Возникла циклическая болтанка, в результате которой разрушилось крепление левого двигателя к мотораме. Испытатель А. Д. Перелёт ударился о приборную доску и получил травму, но успел отключить повреждённый двигатель и на одном двигателе вернулся на аэродром. Из-за этого эпизода были внесены поправки в нормы прочности для учёта подобных нагрузок, возникающих при проходе самолётом на малой высоте сложного рельефа местности.
Испытания подтвердили возможность создания бомбардировщика со скоростью полёта около 1000 км/ч. Самолёт был предложен заказчику. Но в это время под руководством Ильюшина создавался Ил-30 аналогичного назначения, поэтому самолёт в серию не пошёл.

## Тактико-технические характеристики
Источник данных: 

Технические характеристики
- Экипаж: 3
- Длина: 17,57 м
- Размах крыла: 17,81 м
- Высота: 7,2 м
- Площадь крыла: 46,24 м²
- Масса пустого: 11 226 кг
- Нормальная взлётная масса: 14 919 кг
- Максимальная взлётная масса: 18 339 кг

Лётные характеристики
- Максимальная скорость: 934 км/ч
- Практическая дальность: 2 395 км
- Практический потолок: 11 400 м